# Mikey Perfecto
Miguel Soto, conocido como Mikey Perfecto, es un cantante y compositor estadounidense de ascendencia puertorriqueña que canta  reggaeton y salsa, género Salsa-Reggae, al cual se le atribuye ser pionero en esta fusión.
Perteneció a 3-2 Get Funky junto al rapero Bimbo, y continuó su carrera de solista y compositor como Mikey Perfecto, participando en álbumes colaborativos como The Godfather de Héctor el Father, Contra la Corriente de Noriega, Contra Todos de DJ Blaster, entre otros. Colaboró con Celia Cruz para el rap de la canción «La negra tiene tumbao», una de las canciones más relevantes de la escena musical latina.

## Biografía
Mikey Perfecto cuyo nombre real es Miguel Ángel Soto Córdova, obtuvo una maestría en Trabajo Social y un posmaestría en Trabajo Social Clínico del Programa de Doctorado de la Universidad Interamericana de Puerto Rico. Es autor del Libro "En Cuerpo y Alma" (La Autobiografía de Mikey Perfecto) donde detalla sus luchas y desafíos durante la primera ola del movimiento de artistas urbanos de Puerto Rico. Actualmente trabaja con jóvenes con problemas y comunidades afligidas por la pobreza, la adicción y otros obstáculos producidos por estas condiciones. 

## Carrera musical

### 3-2 Get Funky (1993 - 1998)
Ingresó por primera vez a la escena musical como vocalista principal, líder y compositor del grupo de música urbana latina 3-2 Get Funky junto al también reguetonero Bimbo, grabando 5 álbumes de estudio entre 1993 y 1998 como dueto.

### Carrera solista (1999 - actualidad)
Grabó su primer disco en solitario en 1999, Ángel Perdido, una mezcla de música urbana salsa, hip hop y reggaeton. Su segundo álbum de estudio Evolución Arrestada (2004) alcanzó el puesto diecinueve en la lista Billboard Tropical Albums . El sencillo principal «La Matadora», con la participación de Daddy Yankee, alcanzó el puesto treinta y cinco en la lista Billboard Tropical Songs. Posterior a esto, colaboró con Olga Tañón para el también exitoso sencillo «Cuando tú no estás».
En 2007, lanzó Cuando el silencio hace ruido, donde colaboró con la hermana de Jerry Rivera, Saned en la canción «Candela». En cuerpo y alma fue su siguiente proyecto, que incluyó una autobiografía impresa. Bajo el sello Audio Beast, en 2019 lanzó un recopilatorio titulado Mi Dia Mas Feliz: A Collection Hits.

### La negra tiene tumbao
Perfecto apareció en el exitoso sencillo de 2002 de la cantante cubana Celia Cruz «La Negra Tiene Tumbao». Alcanzó el número treinta en la lista Billboard Latin Songs y el número cuatro en la lista Billboard Tropical Songs. La canción recibió nominaciones a Grabación del año, Canción del año y Video musical del año en los Premios Grammy Latinos de 2002. El álbum principal ganó el Premio Grammy Latino al Mejor Álbum de Salsa. Fue nominado a Álbum del Año. La canción también fue nominada Canción Tropical del Año en los Premios Lo Nuestro 2003.

## Discografía

### Álbumes de estudio
- Ángel Perdido (1999)
- Evolución arrestada (2004)
- Cuando El Silencio Hace Ruido (2007)
- En Cuerpo y Alma (2008)
- Mi día mas feliz: A Collection Hits (2019)